# Libro della Pittura
Il Libro della Pittura (Schilder-Boeck, nella versione originale), è un libro scritto dal pittore fiammingo Karel van Mander pubblicato nel 1604.

## Descrizione
È composto da un totale di tre libri; il primo è una traduzione de Le vite de' più eccellenti pittori, scultori e architettori di Giorgio Vasari; il secondo è un libro di stile simile scritto di proprio pugno da van Mander e intitolato "Le vite dei più illustri pittori fiamminghi, olandesi e tedeschi"; e il terzo una traduzione de Le Metamorfosi di Ovidio seguita da una spiegazione delle figure. Van Mander morì subito dopo la pubblicazione, un'edizione postuma venne data alle stampe nel 1618.

## Sommario
L'opera inizia con un libro sui fondamenti dell'arte della pittura. Questa sezione introduttiva contiene quattordici capitoli sulla teoria dell'arte, elencando soggetti come paesaggi, animali, disposizione dei soggetti. I libri successivi sono strutturati come biografie degli artisti.
- Fondamenti (Den Grondt der Edel vry Schilder-const: Waer in haer ghestalt, aerdt ende wesen, de leer-lustighe Jeught in verscheyden Deelen in Rijm-dicht wort voor ghedraghen.)
- Vite degli antichi pittori Egizi, Greci e Romani (Het Leven Der oude Antijcke doorluchtighe Schilders, soo wel Egyptenaren, Griecken als Romeynen)
- Vite dei pittori italiani moderni (Het Leven Der Moderne, oft dees-tijtsche doorluchtighe Italiaensche Schilders.)
- Vite dei grandi pittori olandesi e tedeschi (Het Leven der Doorluchtighe Nederlandtsche, en Hooghduytsche Schilders.)
- Spiegazione della Metamorfosi di Ovidio (Wtlegghingh op den Metamorphosis Pub. Ouidij Nasonis.)
- Spiegazione delle figure (Uvtbeeldinge der Figueren)

Le biografie nel libro sono simili nello stile e formato a quelle contenute nel libro Le Vite, di Giorgio Vasari.

## Pittori fiamminghi, olandesi e tedeschi citati nel libro di van Mander
La lista completa degli autori cui Van Mander dedica una biografia.
- Jan e Hubert van Eyck
- Rogier di Bruges
- Hugo van der Goes
- Albert van Ouwater
- Geertgen tot Sint Jans
- Dirk Bouts
- Rogier van der Weyden
- Jacob Cornelisz van Oostsanen
- Albrecht Dürer
- Cornelis Engebrechtsz
- Bernard van Orley
- Lucas van Leyden
- Ian den Hollander
- Quentin Matsys
- Hieronymus Bosch
- Cornelis Cornelisz. Kunst
- Lucas Cornelisz. de Kock
- Jan Joest van Calcar
- Pieter van Aelst
- Joachim Patinir
- Herri met de Bles
- Lucas Gassel van Helmont
- Lambert Lombard
- Hans Holbein il Giovane
- Jan Cornelisz Vermeyen
- Jan Mabuse
- Augustijn Ioorisz
- Joos van Cleve
- Aldegraef
- Swart Jan
- Frans Minnebroer
- Jan Mostaert
- Adriaen de Weerdt
- Hendrick e Marten van Cleef
- Anthonis Mor

- Jacob de Backer
- Matthys Cock e Hieronymus Cock
- Willem Key
- Pieter Bruegel il Vecchio
- Jan van Scorel
- Aertgen van Leyden
- Joachim Beuckelaer
- Frans Floris
- Pieter Aertsen
- Maarten van Heemskerck
- Richard Aertsz
- Hubert Goltz
- Pieter Vlerick van Cortrijck e Carel van Yper
- Anthonie van Montfoort
- Lucas de Heere
- Jacques Grimmaer
- Cornelis Molenaer
- Pieter Balten
- Joos van Liere
- Pieter Pourbus e Frans Pourbus il Vecchio con Frans Pourbus il Giovane
- Marcus Gheeraerts il Vecchio
- Christoffel Swarts
- Michael Coxcie
- Dirck Barendsz
- Lucas e Marten van Valckenborgh
- Hans Bol
- Frans e Gillis Mostart con Jan Mandijn
- Marinus van Reymerswaele
- Hendrik van Steenwijk I
- Bernaert de Rijcke
- Gielis Coignet
- Joris Hoefnagel
- Aert Mijtens
- Joos van Winghen
- Marten de Vos

## La lista di van Mander degli importanti pittori suoi contemporanei
Questa è una lista di tutti i pittori viventi e conosciuti da van Mander al tempo in cui scrisse il libro.
- Hans Vredeman de Vries
- Giovanni Stradano
- Gillis van Coninxloo
- Bartholomäus Spranger
- Cornelis Ketel
- Gualdrop Gortzius
- Michiel Jansz van Mierevelt
- Hendrik Goltzius
- Hendrik Cornelisz Vroom
- Jan Soens
- Hans von Aachen
- Peter Candid
- Paul and Mattheus Brill
- Cornelis van Haarlem, with Gerrit Pietersz Sweelink
- Jacob de Gheyn II
- Otto van Veen, Jan Snellinck, Tobias Verhaecht, Adam van Noort, Hendrick van Balen, Sebastian Vrancx, Joos de Momper
- Hans Rottenhammer, Hans Donauer, Adam Elsheimer, Lodewijk Toeput (Ludovico Pozzoserrato)

- Joachim Wtewael
- Abraham Bloemaert
- Pieter Cornelisz van Rijck
- Francesco Badens
- David Vinckboons
- Cornelis Floris de Vriendt, Paulus Moreelse, Michael Mierevelt, Frans de Grebber, Jacob Savery, Cornelis Claesz van Wieringen, Barend and Paulus van Someren, Cornelis van der Voort, Everard Crynsz van der Maes, Jan van Ravesteyn, Aart Jansz Druyvesteyn, Jacques de Mosscher, Thonis Ariaensz (Alkmaar), Claes Jacobsz van der Heck (Alkmaar), Pieter Gerritsz Montfoort (Delft), Pieter Diericksen Cluyt (Delft)
- Indice dei pittori antichi
- Indice dei pittori italiani
- Indice dei pittori olandesi
- Joan Ariaensz van Leiden, and Hubert Tons van Rotterdam